# Derio Olivero
Derio Olivero (Cuneo, 17 marzo 1961) è un vescovo cattolico italiano, dal 7 luglio 2017 vescovo di Pinerolo.

## Biografia
Originario di Roata Chiusani, frazione di Centallo, è nato il 17 marzo 1961 a Cuneo, sede dell'omonima diocesi.

### Formazione e ministero sacerdotale
Ha conseguito la licenza in teologia pastorale presso la Pontificia Università Lateranense di Roma.
Il 12 settembre 1987 è stato ordinato sacerdote per la diocesi di Fossano dal vescovo Severino Poletto.
Ha svolto incarichi pastorali di viceparroco, di rettore del Seminario vescovile di Fossano, di docente di Teologia pastorale presso lo Studio Teologico Interdiocesano di Fossano, di parroco, oltre che di responsabile di diversi uffici pastorali nella sua diocesi (pastorale vocazionale, per la cultura; incaricato diocesano per la pastorale giovanile e del turismo).
Nel 2012 è stato nominato vicario generale della diocesi dal vescovo Giuseppe Cavallotto e, nel 2015, è stato confermato nell'incarico dal suo successore Piero Delbosco.

### Ministero episcopale
Il 7 luglio 2017 papa Francesco lo ha nominato vescovo di Pinerolo. Ha ricevuto l'ordinazione episcopale l'8 ottobre nella cattedrale di Fossano dall'arcivescovo di Torino Cesare Nosiglia, coconsacranti i vescovi Piero Delbosco, vescovo di Cuneo e di Fossano, e Pier Giorgio Debernardi, suo predecessore a Pinerolo; ha preso possesso della diocesi il successivo 15 ottobre.
Durante la pandemia del 2020 è stato colpito dal virus, rimanendo per giorni in pericolo di vita. Dall'esperienza ha tratto il libro Verrà la vita ed avrà i suoi occhi, scritto con Alberto Chiara, e la raccolta collettanea di riflessioni Non è una parentesi.
Il 26 maggio 2021 i vescovi italiani, riuniti in Assemblea generale della CEI, lo hanno eletto presidente della Commissione episcopale per l'ecumenismo e il dialogo.

## Opere
- Una speranza sempre. Lettere alle famiglie, articoli da Camminare insieme, Fossano, Esperienze, 2012.
- Riprendiamoci la vita. Il corpo, la felicità, la lotta, le relazioni, Cantalupa, Effatà, 2014, ISBN 978-88-6929-000-8.
- Caravaggio. La luce e il genio. Edizione speciale de «La Fedeltà» in occasione della "Mostra impossibile" (Fossano, 10 marzo - 2 luglio 2017), a cura di don Derio Olivero, Lidia Mana, Paolo Ravera, Roberto Bianco, Costanza Bono e Ivana Borsotto, Fossano, La Fedeltà, 2016.
- Sorpresi dalla bellezza. Arte e vita, con Davide Dutto, Cuneo, BB Europa, 2016.
- Un sogno per camminare, Fossano, Esperienze, 2017, ISBN 88-8102-171-4.
- Il sogno di Leonardo. Edizione speciale de «La Fedeltà» in occasione della mostra Leonardo. Opera Omnia (Fossano, 21 settembre 2018-13 gennaio 2019), con don Pierangelo Chiaramello et al., Fossano, La Fedeltà, 2018.
- Lo stupore della tavola. Lettera del vescovo Derio Olivero 2018-2019, Pinerolo, Vita, 2018.
- Vuoi un caffè? Lettera del vescovo Derio Olivero 2019-2020, Pinerolo, Grafica e stampa Vita, 2019.
- Il gusto della vita. La bellezza, il desiderio, il tempo, la festa, i sensi, Cantalupa, Effatà, 2019, ISBN 978-88-6929-462-4.
- "Verrà la vita ed avrà i suoi occhi". Da una drammatica esperienza di contagio, un formidabile sguardo sul futuro, con Alberto Chiara, prefazione di Matteo Zuppi, Cinisello Balsamo, Edizioni San Paolo, 2020, ISBN 978-88-922-2276-2.
- Non è una parentesi. Una rete di complici per assetati di novità, (a cura di), Cantalupa, Effatà, 2020, ISBN 978-88-6929-588-1.
- Riprendiamoci la tavola. Dal cibo alla vita, Cantalupa, Effatà, 2021, ISBN 978-88-6929-693-2.
- Insieme nei giorni, Pinerolo, L'Eco del Chisone, 2021, ISBN 978-88-312-3665-2.
- Brindiamo? Lettera del vescovo Derio Olivero 2021, Pinerolo, Vita, 2021.
- Possiamo fidarci. Parola e parole per rialzarci, Torino, Effatà, 2021, ISBN 978-88-6929-712-0.

## Genealogia episcopale
La genealogia episcopale è:
- Cardinale Scipione Rebiba
- Cardinale Giulio Antonio Santori
- Cardinale Girolamo Bernerio, O.P.
- Arcivescovo Galeazzo Sanvitale
- Cardinale Ludovico Ludovisi
- Cardinale Luigi Caetani
- Cardinale Ulderico Carpegna
- Cardinale Paluzzo Paluzzi Altieri degli Albertoni
- Papa Benedetto XIII
- Papa Benedetto XIV
- Papa Clemente XIII
- Cardinale Bernardino Giraud
- Cardinale Alessandro Mattei
- Cardinale Pietro Francesco Galleffi
- Cardinale Giacomo Filippo Fransoni
- Cardinale Carlo Sacconi
- Cardinale Edward Henry Howard
- Cardinale Mariano Rampolla del Tindaro
- Cardinale Gennaro Granito Pignatelli di Belmonte
- Cardinale Pietro Boetto, S.I.
- Cardinale Giuseppe Siri
- Cardinale Giacomo Lercaro
- Vescovo Gilberto Baroni
- Cardinale Camillo Ruini
- Arcivescovo Cesare Nosiglia
- Vescovo Derio Olivero